# The Winding Sheet
Albums de Mark Lanegan
Whiskey For The Holy Ghost
The Winding Sheet est un album du musicien et chanteur américain Mark Lanegan paru en mai 1990. Cet album était le premier travail en solo de Lanegan et se différencie du style des Screaming Trees, le groupe que Lanegan mena entre 1985 et 1996. Alors que les morceaux de Screaming Trees étaient énergiques et s'inscrivaient dans la mouvance grunge, The Winding Sheet avait un son plus intimiste à la frontière du rock et du blues. Ce style allait caractériser les compositions de Lanegan pour le reste des années 1990. L'album ne rencontra toutefois pas un grand succès même si plusieurs personnalités de la scène grunge de l'époque y ont participé (Kurt Cobain, Krist Novoselic ou encore Mark Pickerel). 

## Collaboration de Nirvana
Kurt Cobain (mentionné sous le pseudonyme de Kurdt Kobain sur l'album) chante sur Down in The Dark. La basse de Where Did You Sleep Last Night fut assurée par Krist Novoselic.
Where did you sleep last night (elle-même une reprise de Leadbelly), sera jouée plus tard lors du concert acoustique de Nirvana pour l'album MTV Unplugged in New York sorti en 1994. Selon Dave Grohl, ancien batteur de Nirvana, l'album de Lanegan a eu une grande influence sur la façon d'aborder le Unplugged in New York .

## Titres
1. "Mockingbirds" (Lanegan/Johnson) – 2:29
2. "Museum" (Lanegan/Johnson) – 2:50
3. "Undertow" (Lanegan/Johnson) – 2:52
4. "Ugly Sunday" (Lanegan/Johnson) – 3:56
5. "Down In The Dark" (Lanegan/Johnson) – 3:21
6. "Wild Flowers" (Lanegan) – 2:59
7. "Eyes Of A Child" (Lanegan/Johnson) – 4:00
8. "The Winding Sheet" (Lanegan/Johnson) – 5:30
9. "Woe" (Lanegan) – 2:04
10. "Ten Feet Tall" (Lanegan/Johnson) – 2:49
11. "Where Did You Sleep Last Night" (Leadbelly) – 3:59
12. "Juarez" (Lanegan/Fisk/Louvin/Louvin) – 1:21
13. "I Love You Little Girl" (Lanegan) – 2:02